# Тереза Леонская
Тереза Леонская (порт. Teresa de Leão, исп. Teresa de León; около 1080, Повуа-ди-Ланьозу — 11 ноября 1130, Галисия) — незаконнорождённая дочь Альфонсо VI Кастильского, леонская принцесса, впоследствии графиня Португалии.

## Биография
Отец выдал её замуж за рыцаря Генриха Бургундского в благодарность за помощь в борьбе с маврами и дал в приданое графство Портукале (впоследствии Португалия), недавно отвоёванное у мавров. Таким образом, Генрих стал графом Португалии. Он правил как вассал Альфонсо VI, прикрывая территорию Галисии от набегов мусульман. После смерти Альфонсо VI (1109 год) ему наследовала его законнорождённая дочь Уррака, после чего граф Генрих вторгся в Леон, рассчитывая расширить свои владения.
Из всех детей от брака Терезы и Генриха до совершеннолетия дожил лишь Афонсу Энрикеш. Когда Генрих умер в 1112 году, Афонсу было 3 года, поэтому Португалией фактически правила Тереза. Вассальную повинность своей единокровной сестре королеве Леона и Кастилии Урраке она платить отказалась. Многолетнее противостояние между сёстрами Терезой и Урракой закончилось тем, что в 1121 году войско Терезы было разбито, а сама она осаждена в замке Ланьозу. В конце концов Терезе удалось заключить мир и сохранить за собой владение Португальским графством, во многом это произошло благодаря архиепископам Диого Гелмирешу Сантьяго-де-Компостелскому и Бурдину Браганскому — политическим соперникам, временно объединившимся против Урраки.
Впоследствии Тереза имела связь с галисийским графом Фернаном Перешем, в результате чего вступила в конфликт с собственным сыном Афонсу, которого она вместе с архиепископом Бурдину изгнала из графства. Афонсу собрал войско и начал войну против матери (1123 год). Он одержал победу над войсками Терезы при Гимарайнше (1128 год), взял мать в плен и заключил её в монастырь.
Умерла Тереза Леонская в 1130 году. По некоторым данным, графиня вместе с Фернаном Перешем завершила свои дни в Галисии. На престоле Португальского графства утвердился Афонсу.